# Nikola Sarić
Nikola Sarić (* 6. Juni 1985 in Bajina Bašta) ist ein serbisch-deutscher Diplom-Künstler mit dem Schwerpunkt auf Malerei und Bildhauerei.

## Leben
Sarić wuchs in Bajina Bašta auf und ging 2000 nach Belgrad, um an der Fachoberschule TehnoArt School im Fachgebiet für Schmuck und Kunstobjekte zu studieren. Ab 2005 studierte er an der Universität Belgrad im Fachgebiet Restaurierung und Konservierung und wechselte 2006 an die Akademie der serbisch-orthodoxen Kirche für Kunst und Konservierung, die er mit einem Diplom als Kirchenmaler 2014 absolvierte, nachdem er seinen Wohnsitz bereits 2011 nach Hannover verlegt hatte.

## Werke (Auswahl)
- Les Martyrs de Libye. (Paris, Petit Palais), 2018, 100 × 70 cm, Aquarell auf Papier.[2][3]
- Akathistos an den Heiligen Demetrius. 2009, 12 Bilder, jeweils 130 × 160 cm, Acryl auf Leinwand.
- Gleichnisse Jesu, 2014, Zyklus mit 20 Bildern, jeweils 30 × 30 cm, Acryl auf Papier, auf Holz gezogen.
- Heilige Märtyrer von Libyen. (Eichstätt, Collegium Orientale), 2015, 100 × 70 cm, Aquarell auf Papier.[4][5]
- St. Chrysogonus, St. Katharina, St. Konrad. (Hannover, Gartenkirche St. Marien), 2015, 120 × 90 cm, Eitempera und Blattgold auf Holz[6]

## Ausstellungen
Einzelausstellungen
- 2009 Свет који се не да замислити, Galerie Otklon, Belgrad
- 2012 Separation, Konnektor – Forum für Künste, Hannover[7]
- 2014 Demetrius – Begegnung mit dem Heiligen, Gartenkirche St. Marien, Hannover
- 2014 Laokoon, konnektor – Forum für Künste, Hannover[8]
- 2015 Koptisch-orthodoxes Kloster Brenkhausen, Höxter[9]
- 2015 Wie durch einen Spiegel – Biblische Ikonographie heute, Religionspädagogisches Institut, Loccum[10]
- 2016 Ikonen und Chimera, Galerie Kunstsalon Villa Artista, Hannover (E)[11]
- 2016 Satt mich sehen an deinem Bilde, Kloster Mariensee, Neustadt am Rübenberge[12]
- 2016 Παραβολές και Μάρτυρες, Mount Athos Center, Thessaloniki[13]
- 2021 Unklare Verhältnisse – metavier - Galerie vom Anfang und Ende, Hannover[14]

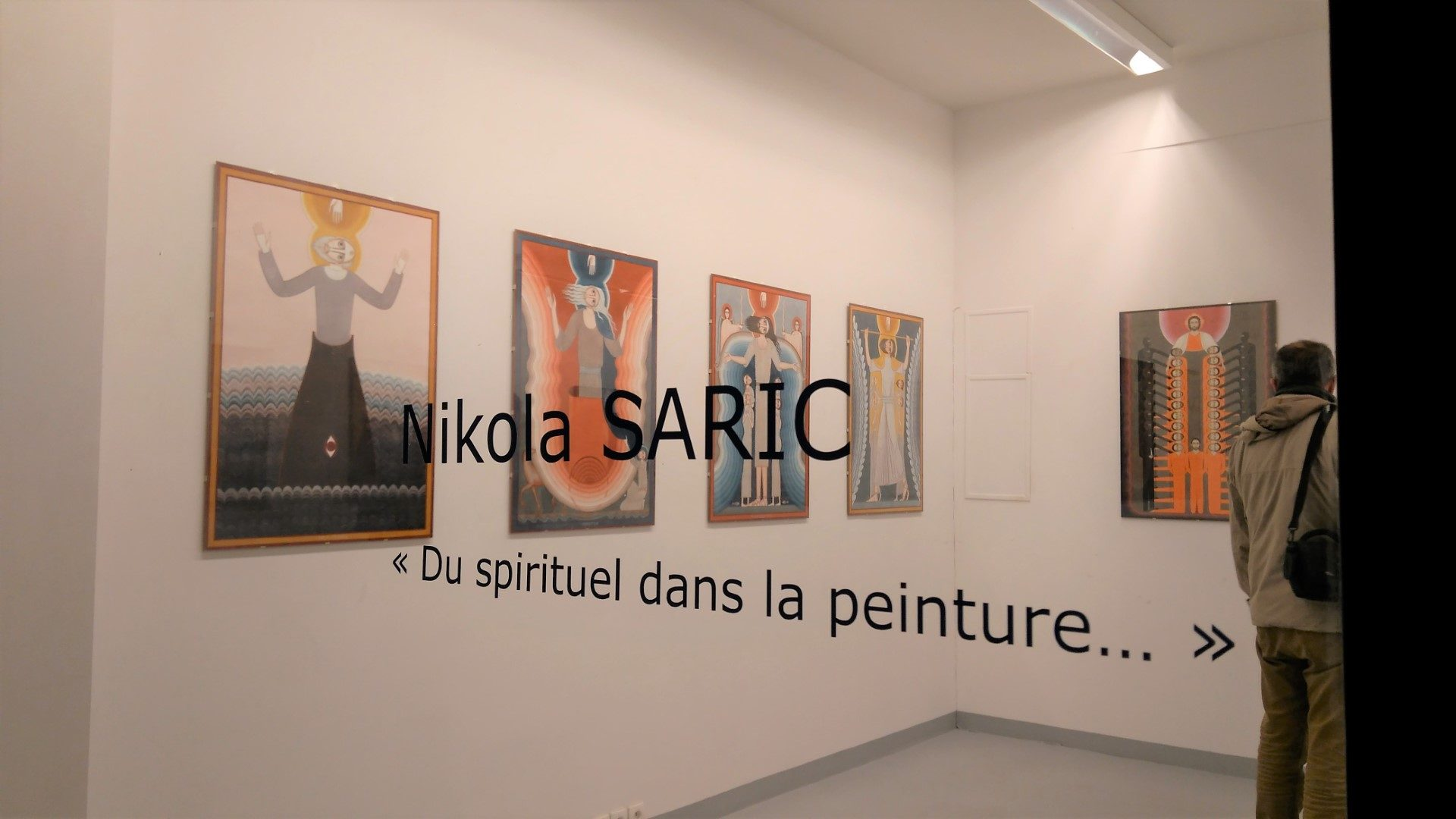
Galerie TOKONOMA, Paris, Ansicht während der Ausstellung von Nikola Sarić

- 2017 Zyklus des Lebens, Fonis Galerie, Düsseldorf[15]
- 2017 ... und das Wort ward Bild, Gartenkirche St. Marien, Hannover[16]
- 2018 Du spirituel dans la peinture…, Galerie Tokonoma, Paris[17]
- 2019 Nikola Sarić: Malerei, Groß St. Martin, Köln[18]
- 2019 Der dritte Raum, Sigwardskirche, Wunstorf-Idensen
- 2019 Nikola Sarić: Malerei, Eisfabrik Hannover[19]
- 2020 Nikola Sarić: Reflexionen, Domschatz- und Diözesanmuseum Eichstätt[20]
- 2020 Nikola Sarić: An Artistic And Spiritual Journey, Chris Boïcos Fine Arts, Paris[21]
- 2021 YES? YES!, Zukunftswerkstatt Ihme-Zentrum[22]
- 2021 Glühende Dunkelheit, Gartenkirche St. Marien, Hannover[23]
- 2021 Unklare Verhältnisse, metavier - Galerie vom Anfang und Ende, Hannover[24]
- 2022 Nikola Sarić: Images of Revelation, Old School of Loggos, Paxos (Griechenland)[25]
- 2023 Nikola Sarić: PowerLESS, Himmelsfahrtskirche, München[26]
- 2023 Nikola Sarić: Kreis - unvollendet, Dommuseum Hildesheim[27]

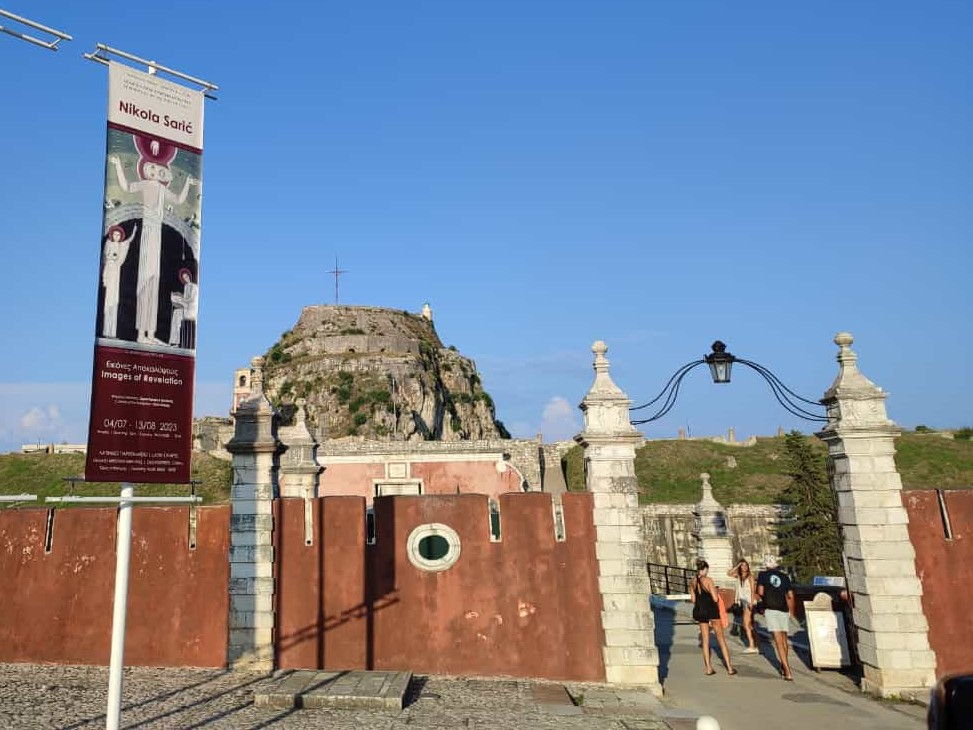
Banner vor dem Eingang zur Alten Festung von Korfu mit Ankündigung der Sonderausstellung

- 2023 Banner vor dem Eingang zur Alten Festung von Korfu mit Ankündigung der SonderausstellungNikola Sarić: Εικόνες Αποκαλύψεως/Images of Revelation, Alte Festung von Korfu und Antivouniotissa-Museum, Korfu[28]

Ausstellungsbeteiligungen
- 2012 Art (F)air 2012, SofaLoft, Hannover
- 2013 3rd Yokogawa Charity Art Festival, Hiroshima[29]
- 2015 18. Zinnober Kunstvolkslauf, Hannover
- 2015 87. Herbstausstellung, Kunstverein, Hannover (K)[30]
- 2015 Савремени иконопис у Србији (Zeitgenössische serbische Ikonenmalerei), Kulturzentrum, Novi Sad
- 2016 Die Ikone im Kontext des 21. Jahrhunderts, Museum von Herzegowina, Trebinje
- 2016 Wildheit/Zähmung, Schloss Landestrost, Neustadt am Rübenberge
- 2017 Apărători ai ortodoxiei și Sfinți Martiri din vremea comunismului, Centrul Cultural Ion Manu, Otopeni/Bukarest[31][32]
- 2017 Das fliegende Jackett, Fonis Galerie, Düsseldorf[33]
- 2018 88. Herbstausstellung, Kunstverein, Hannover[34]
- 2019 Quantum Music: Decoding Reality, Sprengel Museum Hannover[35]
- 2021 89. Herbstausstellung, Kunstverein, Hannover[36]
- 2023 90. Herbstausstellung, Kunstverein, Hannover[37]
- 2024 In Between | Dazwischen, Schloss Landestrost, Neustadt a.Rbge.[38]

## Auszeichnungen
- 2021 Sonderpreis der Hanns-Lilje-Stiftung[39]
- 2022 Stipendium NEUSTARTPLUS der Stiftung Kunstfonds

## Fernsehauftritte
- 2018 Interview von Thomas Wollut mit Nikola Sarić für die Sendereihe Les chemins de la foi auf TV France 2[40]
- 2023 Fernsehgottesdienst unter Mitwirkung von Nikola Sarić, Münchner Regionalbischof Christian Kopp und Stephanie Höhner am 6. März aus der Himmelfahrtskirche München-Sendling, live ausgestrahlt im BR Fernsehen[41]Aufzeichnung auf YouTube

## Trivia
Für den Ankauf von 3 Werken von Nikola Sarić machte das Pariser Musée Petit Palais eine Ausnahme von seinem Grundsatz, nur Werke aus der Zeit bis 1914 anzukaufen.
Am 30. August 2018 veröffentlichte die AfD-Politikerin Beatrix von Storch Posts auf ihren Social-Media-Kanälen, in denen sie unbefugt ein Bild von Nikola Sarić verwendete. Der Künstler klagte auf Unterlassung und Schadensersatz und gewann den Rechtsstreit.